# Hannöversch
Hannöversch bezeichnet eine in der Stadt Hannover gesprochene, historische Umgangssprache mit mundartlich gefärbten Redensarten. Hannöversch ist „weder Hochsprache noch Dialekt im eigentlichen Sinne, sondern [ein] Nebeneinander von Dialekten, Soziolekten und der Standardsprache.“

## Geschichte
Als Wurzeln des Hannöverschen gilt die um die Wende vom 19. zum 20. Jahrhundert in Hannover durchaus noch gesprochene niederdeutsche Sprache, hier gebildet aus Elementen
1. des Plattdeutschen und
2. seiner Unterform, dem sogenannten „Calenberger Platt“,
3. des in Deutschland angeblich „reinsten“ Hochdeutschen
4. sowie einer zwischen den beiden letzteren stehenden Verkehrssprache,[1]

„die den Formelementen nach Hochdeutsch ist, deren Wortschatz aber eine starke Beeinflussung durch das Plattdeutsche erfahren hat.“

Das Hannöversche wurde, historisch bedingt, insbesondere während der sogenannten „Franzosenzeit“, durch französische Sprachelemente ergänzt und „bereichert“.
In den 1920er Jahren machte sich der Hochschullehrer Theodor Lessing auf humorvolle Weise um eine Darstellung der Eigentümlichkeiten der Aussprache des Hannöverschen verdient, vor allem mit seinen Humoristischen hannoverschen Sitten- und Sprachstudien (siehe Literatur).

## Begriffe, Redensarten, Spezialitäten (erste Auswahl)
- Bellawuppdich; stand sowohl für die Vergnügungsstätte Bella Vista als auch für „Wuppdich“ = ein heftiger (Tanz-)Schwung;[1]
- Brägen; steht für Gehirn oder auch für Kopf (Kölschen, Tünsel)[1]
- Braunkohl; die auch „niederdeutsche Palme“ genannte und vor allem in Schrebergärten angebaute spezielle Grünkohlsorte sollte erst nach dem ersten Frost geerntet und wird in Hannover vor allem mit Brägenwurst serviert.[1]
- Buttjer; „einer von draußen beziehungsweise vom Lande, aber auch dreister Bursche, Lümmel“;[1]
- Calenberger Pfannenschlag, ein speziell gewürztes Rinderwurstgericht;[1]
- dipsen bezeichnete in einem beinahe ausgestorbenen Straßenspiel den „Schuss“ sogenannter „Türkische Bohnen“ mit dem hervorschnellenden Zeigefinger in einen zuvor markierten Bereich[1]
- Lüttje Lage[1]
- Pindopp, ein Geschicklichkeitsspiel, bei dem ein Kreisel oder kleiner Kegel zum Drehen gebracht wird (abgeleitet vom Pinn (Nagel), der in den Dopp (Kegel) geschlagen wird);[1]
- Puttappel (Bratapfel)[1]
- Schemisett bezeichnete ein Vorhemd (vom Französischen chemisette);[1]
- Stadtjapper; abwertende Bezeichnung für Jungen aus der Stadt, im Gegensatz zu den sogenannten Gartenkosaken;[1]
- Übern Deister (auch: Hinterm Deister) steht für „über alle Berge“, fort, weg, verschwunden, aber auch für eine anstehende Genesung von einer Krankheit;[1]
- Unterm Schwanz; Redewendung für den Treffpunkt „unter dem Schwanz des Pferdes“ vom Ernst-August-Denkmal;[1]
- Welfenspeise; gelbe Weinschaumsoße auf fester, glatter Creme, serviert in höheren Schalen oder Gläsern, um die gelb-weißen Farben der Welfen sichtbar werden zu lassen;[1]
- Krökeln; von Krökel für Eisenstange, steht für Tischfußball